# Hahake
Hahake est un des trois districts du royaume coutumier d'Uvea dans le territoire d'outre-mer de Wallis-et-Futuna.

## Géographie
Situé au centre de l'île de Wallis, il est entouré par le district de Hihifo au nord et celui de Mu'a au sud.

## Toponymie
Son nom signifie « est » en wallisien.

## Politique et administration
Le siège administratif est à Mata Utu, qui est aussi la capitale d'Uvéa et chef-lieu de la collectivité territoriale. Le district comprend en outre cinq autres villages : Liku, Aka'aka, Ahoa, Falaleu et Ha'afuasia ainsi que le hameau d'Alofivai.

### Liste des chefs de district (faipule)

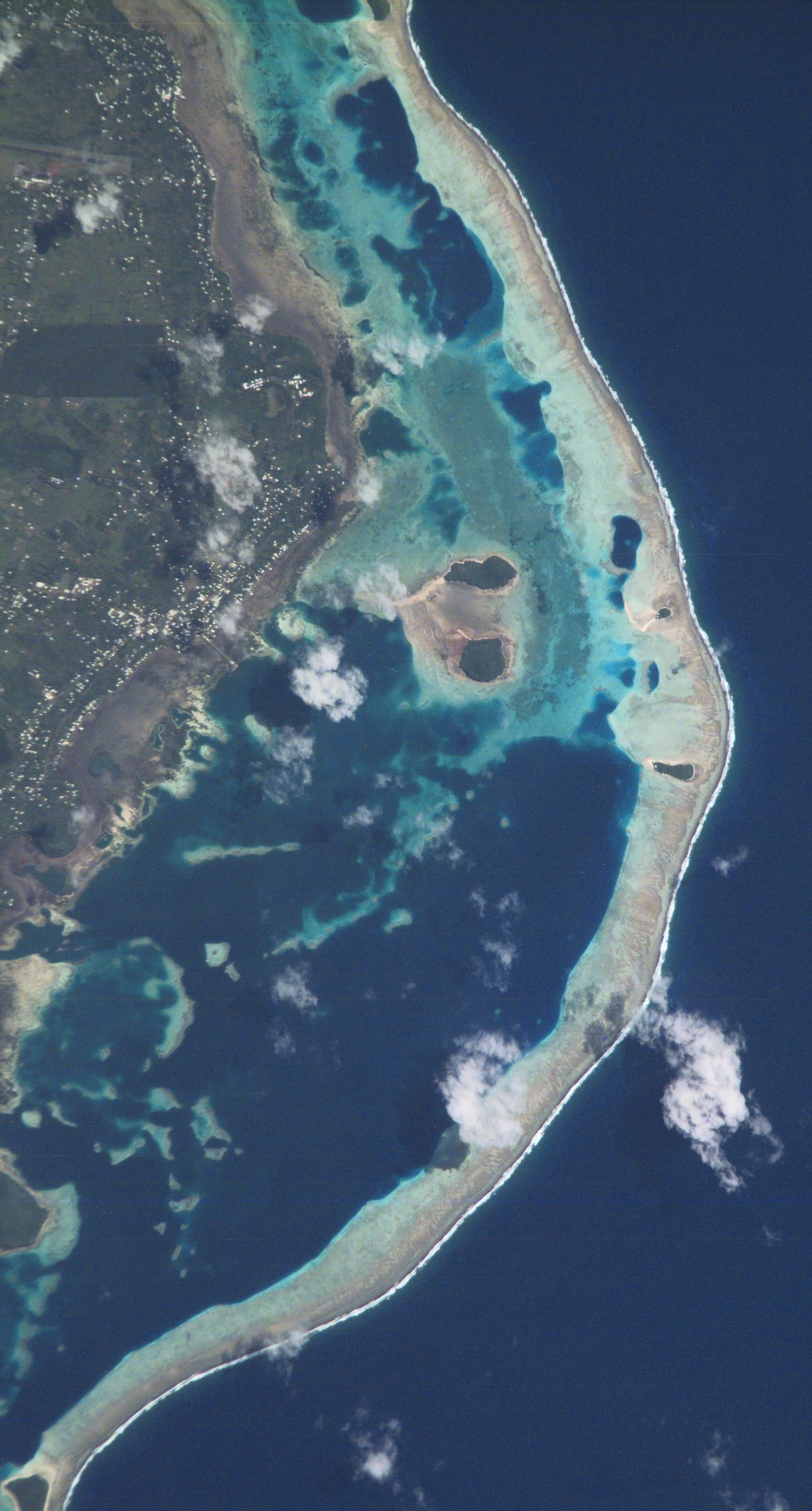
Une partie du district de Hahake avec les îlots du lagon, vue par un satellite de la NASA en 2001.

| Période                                  | Période  | Identité                | Étiquette | Qualité |
| ---------------------------------------- | -------- | ----------------------- | --------- | ------- |
| Les données manquantes sont à compléter. |          |                         |           |         |
| 1890                                     | ?        | Akusitino               |           |         |
| Les données manquantes sont à compléter. |          |                         |           |         |
| ?                                        | ?        | Tomasi                  |           |         |
| Les données manquantes sont à compléter. |          |                         |           |         |
| ?                                        | 2018     | Ikenasio Fakataulavelua |           |         |
| 2018                                     | 2021     | Atoloto Talaha          |           |         |
| 2021                                     | En cours | Soane Tolikoli          |           |         |

## Population et société

### Démographie
Il comptait 3 415 habitants en 2018.